# East Lynne (Missouri)
Pour les articles homonymes, voir East Lynne.
East Lynne est une ville du comté de Cass, dans le Missouri, aux États-Unis,. Située à l'est du comté, elle est fondée en 1871 et incorporée la même année.

## Démographie
Lors du recensement de 2010, la ville comptait une population de 303 habitants. Elle est estimée, en 2016, à 306 habitants.

## Source de la traduction
- (en) Cet article est partiellement ou en totalité issu de l’article de Wikipédia en anglais intitulé « East Lynne, Missouri » (voir la liste des auteurs).